# Joseph-Hippolyte Guibert
Joseph-Hippolyte Guibert (13. december 1802 i Aix–6. juli 1886 i Paris) var en fransk kardinal.
Ikke længe efter at have fuldendt sine teologiske studier i Rom blev Guibert generalvikar i Ajaccio, 1842 biskop i Viviers, 1857 ærkebiskop i Tours, 1871 blev han Darboys efterfølger som ærkebiskop i Paris, og 1873 blev han kardinal. Guibert stillede sig i spidsen for den ultramontane bevægelse i Frankrig og hævdede med kraft kirkens ret over for staten; men trods ivrige underhandlinger mellem kurien og republikken, især 1877, lykkedes det ham ikke at skaffe klerikalismen sejr. Guibert påbegyndte opførelsen af kirken på Montmartre, der, indviet til Jesu allerhelligste hjerte (Sacré cœur de Jésus), skulle beherske hele Paris.